# Xylofoon
De xylofoon is een muziekinstrument behorend tot het gestemde slagwerk dat bestaat uit een reeks houten staven die zijn opgehangen aan een op een frame gespannen touw. De naam komt van het Griekse xylon, dat 'hout' betekent. Onder iedere toets kan een resonator hangen om de grondtoon te versterken. Omdat de toonhoogte (onder andere) afhangt van de lengte van de toets, zijn de laagste toetsen langer dan de hoogste (hetzelfde geldt voor de resonatoren). De concertxylofoon bestaat uit twee rijen staven: de achterste rij correspondeert daarbij met de zwarte toetsen van de piano en de voorste met de witte. Het instrument is daarmee chromatisch. Het instrument wordt bespeeld met stokken met een harde kop van rubber, hout of kunststof.
Onder andere in het Orff-Schulwerk is de xylofoon ook bekend, vaak heeft het instrument daar echter een beperkt bereik. Er zijn verschillende stemmingen, zoals de sopraan- alt- en basxylofoon. De meeste xylofoons op scholen zijn niet chromatisch omdat de aanschaf daarvan nogal duur is.
Historici geloven dat het instrument vanuit Azië naar Afrika is gegaan, de oudste gevonden variant is uit de 9e eeuw na Christus. In 1523 beeldt Hans Holbein een skelet af als xylofoon, waarbij de ribben de verschillende tonen voorstellen. In 1511 had de Duitse organist Arnold Schlick het instrument al benoemd in Spiegel der Orgelmacher und Organisten, waar het houten lach werd genoemd. 

## Bekende composities met de xylofoon
Het instrument werd in 1874 in de klassieke muziek geïntroduceerd door Camille Saint-Saëns: in zijn Danse macabre en ook in zijn acht jaar later geschreven Carnaval des Animaux (Fossiles) speelt de xylofoon een prominente rol. In beide werken wordt het instrument ingezet om botten te vertolken. De eerste symfonie waarin het instrument werd voorgeschreven was de 6e symfonie van Gustav Mahler uit 1904. Andere stukken waarin het instrument te horen is zijn de Sabeldans van Chatsjatoerjan en De Vuurvogel van Igor Stravinsky.

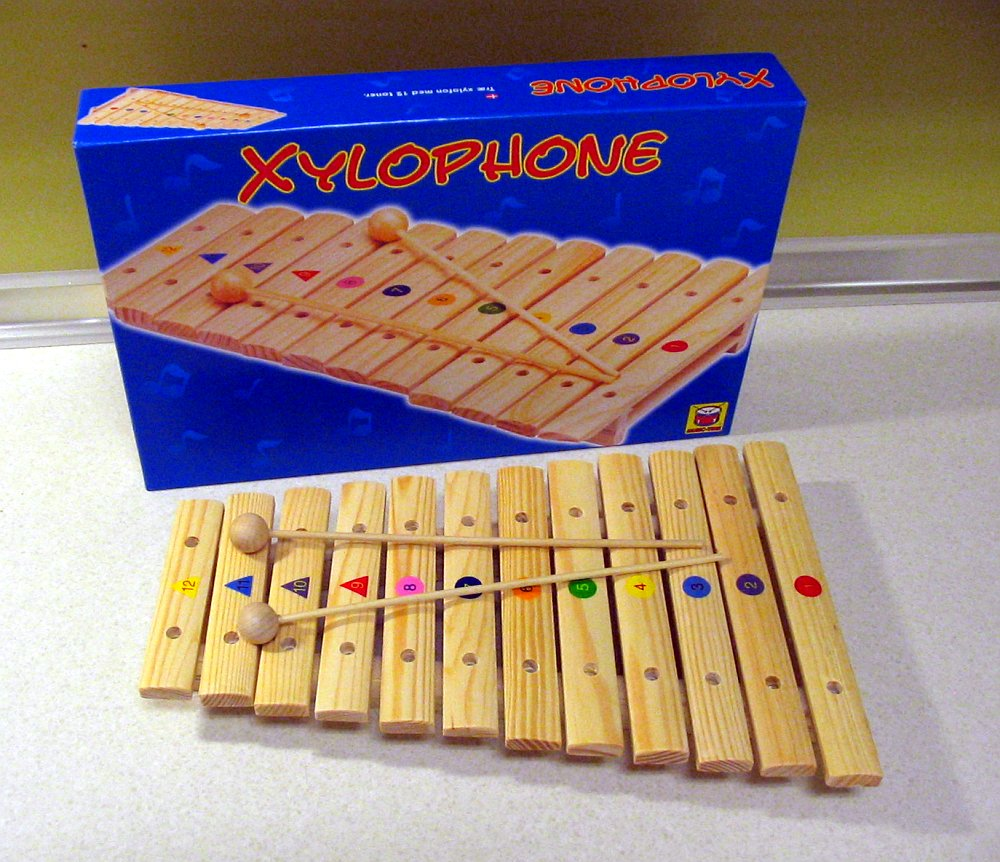
Xylofoon voor kinderen
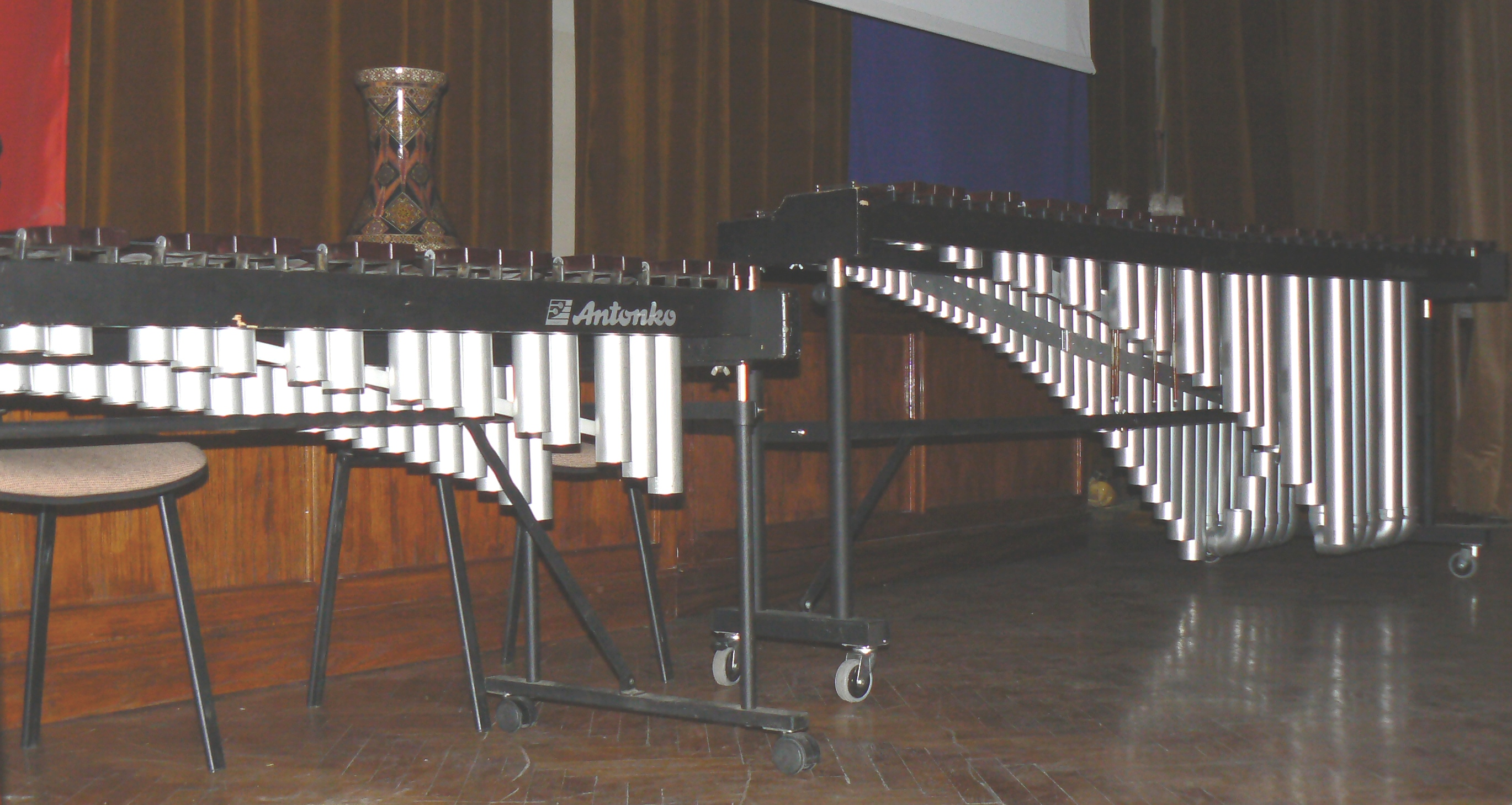
Xylofoon (links) en marimba (rechts)

Er zijn meer instrumenten die in de volksmond onjuist 'xylofoon' worden genoemd:
- Vibrafoon
- Marimba
- Glockenspiel of Metallofoon
- Balafoon (een Afrikaanse marimba)